# Sergino Eduard
Sergino Eduard (Paramaribo, 4 september 1994) is een Surinaams voetballer die speelt als middenvelder voor de Surinaamse club SV Transvaal.

## Carrière
In 2012 begon Eduard te spelen voor SV Transvaal, hij maakte in 2013 de overstap naar Inter Moengotapoe waar hij opnieuw maar een seizoen speelde. In 2016 maakte hij de overstap naar SV Notch. Na een seizoen bij Notch ging hij opnieuw spelen voor Inter Moengotapoe. In 2023 maakte hij de overstap naar SV Transvaal.
Op 14 november 2013 maakte hij zijn debuut voor Suriname.

## Erelijst
- SVB-Eerste Divisie: 2015/16, 2018/19
- Surinaamse voetbalbeker: 2018/19
- Suriname President's Cup: 2017, 2019